# Primero de Enero
Primero de Enero è un comune di Cuba, situato nella provincia di Ciego de Ávila.

## Storia
Originariamente chiamata Violeta, poi ridenominata Primero de Enero, che significa "primo gennaio" in spagnolo, riferito all'ultimo giorno (nel 1959) della Rivoluzione cubana.